# Rottengraffty
Rottengraffty ist eine Punkrock-/Nu-Metal-/Elektro-Band aus der Präfektur Kyōto, Japan. Sie wurde 1999 gegründet. Die Gruppe besteht aus den Musikern Nobuya (NOBUYA; Gesang), Naoki (N∀OKI; Gesang), Kazuomi (KAZUOMI; Gitarre), Yūichi (侑威地; Bass) und Hiroshi (HIROSHI; Schlagzeug).

## Diskografie

### Studioalben
- 2004: Cl∀ssick
- 2005: えきさぴこ (Ekisapiko)
- 2010: his World
- 2011: Familiarize
- 2013: Walk
- 2018: Play
- 2022: Hello

### Kompilationen
- 2011: Silver
- 2011: Gold
- 2020: You are Rottengraffty

### Mini-Alben
- 2001: Radical Peace×Radical Genocide
- 2002: Geind Vibes
- 2003: Synchronicitizm
- 2015: Life is Beautiful
- 2021: Goodbye to Romance

### EPs
- 2015: Life Is Beautiful

### Singles
- 2001: 暴イズ Dead
- 2003: 悪巧み ～Merry Christmas Mr.Lawrence
- 2004: e for 20/ケミカル犬
- 2005: Chaos in terminal
- 2006: palm
- 2006: form
- 2006: マンダーラ
- 2008: まいどおおきに
- 2012: D.A.N.C.E
- 2014: 世界の終わり
- 2016: So... Start
- 2017: 70cm Shihou no Madobe
- 2019: Hallelujah (ハレルヤ)

### Videoalben
- 2006: Chaos in Terminal
- 2010: Tour 2010 This World ～Kyoto Muse 2days～」
- 2012: Silver&Gold
- 2014: Walk..... This Way
- 2018: Play All Around Japan Tour 2018 in Nippon Budokan
- 2020: Rottengraffty Live in Tō-ji
- 2021: Rottengraffty in Billboard Live Osaka ~Goodbye to Romance Tour 2021~